# BRD Bucarest Open 2015
Il BRD Bucarest Open 2015 è stato un torneo femminile di tennis che si è giocato sulla terra rossa. È stata la 2ª edizione del torneo che fa parte della categoria International nell'ambito del WTA Tour 2015. Si è giocato a Bucarest in Romania dall'11 al 19 luglio 2015.

## Partecipanti

### Teste di serie
| Giocatrice | Nazionalità               | Ranking* | Testa di serie |
| ---------- | ------------------------- | -------- | -------------- |
| Italia     | Sara Errani               | 19       | 1              |
| Italia     | Roberta Vinci             | 35       | 2              |
| Romania    | Monica Niculescu          | 48       | 3              |
| Germania   | Julia Görges              | 56       | 4              |
| Romania    | Alexandra Dulgheru        | 60       | 5              |
| Rep. Ceca  | Tereza Smitková           | 62       | 6              |
| Slovacchia | Anna Karolína Schmiedlová | 63       | 7              |
| Germania   | Annika Beck               | 70       | 8              |

* Ranking al 29 giugno 2015.

### Altre partecipanti
Le seguenti giocatrici hanno ricevuto una Wild card:
- Ana Bogdan
- Sorana Cîrstea
- Patricia Maria Țig

Le seguenti giocatrici sono passate dalle qualificazioni:

- Cristina Dinu
- Petra Martić
- Réka-Luca Jani
- Dar'ja Kasatkina

## Campionesse

### Singolare
Anna Karolína Schmiedlová ha sconfitto in finale  Sara Errani con il punteggio di 7–6(3), 6-3.

### Doppio
Oksana Kalašnikova /  Demi Schuurs hanno sconfitto  Andreea Mitu /  Patricia Maria Țig per 6-2, 6-2.